# Ommatius dolon
Ommatius dolon là một loài ruồi trong họ Asilidae. Ommatius dolon được Oldroyd miêu tả năm 1972. Loài này phân bố ở miền Ấn Độ - Mã Lai.